# Rafael Mitjana Gordón
Rafael Mitjana Gordón (Màlaga, 6 de desembre de 1869 - Estocolm, 15 d'agost de 1921) va ser un musicòleg, crític musical, compositor i diplomàtic espanyol.

## Biografia
Va cursar estudis musicals a la seva ciutat natal amb Eduardo Ocón Rivas que després continuaria amb Felip Pedrell a Madrid i amb Camille Saint-Saëns a París. Després de llicenciar-se en Dret, va exercir com a diplomàtic a Itàlia, Marroc, Països Baixos, Suècia, Rússia i Turquia. El 1895 va publicar la seva primera monografia, sobre Juan del Encina, músic i poeta, resultat de les seves recerques a l'arxiu de la Catedral de Màlaga.
Mitjana és principalment conegut per haver divulgat l'aparició, el 1907 a la Biblioteca de la Universitat de Upsala (Suècia), del Cançoner de Upsala, com el propi MItjana va voler que se l'anomenés (Cançoner del duc de Calàbria). Es tracta d'una col·lecció de 56 cançons de diversos compositors espanyols dels segles XV i XVI, publicada per Scotto a Venècia el 1556.
Rafael Mitjana va morir a Estocolm, sent ministre resident en aquesta capital, el 15 d'agost de 1921.
El seu cognom, Mitjana, no és el que dona nom a una plaça situada en el centre històric de Màlaga. Aquest correspon a l'arquitecte municipal de Màlaga Rafael Mitjana y Ardison.